# Gesomyrmecini
Gesomyrmecini es una tribu de hormigas de la subfamilia Formicinae.

## Géneros
Se reconocen los siguientes:
- Gesomyrmex Mayr, 1868
- Santschiella
- †Prodimorphomyrmex Wheeler, 1915
- †Sicilomyrmex Wheeler, 1915